# Pallavolo ai Giochi della XXVIII Olimpiade - Torneo maschile
Il XI campionato di pallavolo maschile ai Giochi olimpici si è svolto dal 15 al 29 agosto 2004 ad Atene, in Grecia, durante i Giochi della XXVIII Olimpiade. Alla competizione hanno partecipato 12 squadre nazionali e la vittoria finale è andata per la seconda volta al Brasile.

## Qualificazioni
Al campionato olimpico hanno partecipato la nazionale del paese ospitante, le prime tre squadre classificate nel corso della Coppa del Mondo 2003, la prima classificata di ogni torneo di qualificazione continentale e le prime tre classificate al torneo di qualificazione mondiale.

## Impianti
|                                                                                         |
|                                                                                         |
| Faliro Coastal Zone Olympic Complex Città: Atene Capienza: 14.776 Anno d'apertura: 1985 |

## Gironi
| Girone A                                                     | Girone B                                                |
| ------------------------------------------------------------ | ------------------------------------------------------- |
| Argentina Francia Grecia Polonia Serbia e Montenegro Tunisia | Australia Brasile Italia Paesi Bassi Russia Stati Uniti |

## Fase finale

### Finali 1º e 3º posto
|  | Quarti              | Quarti  |             |             | Semifinale         | Semifinale         |  |  | Finale 1º/2º posto | Finale 1º/2º posto |
|  |                     |         |             |             |                    |                    |  |  |                    |                    |
|  |                     |         |             |             |                    |                    |  |  |                    |                    |
|  |                     |         |             |             |                    |                    |  |  |                    |                    |
|  | Serbia e Montenegro | 1       |             |             |                    |                    |  |  |                    |                    |
|  | Serbia e Montenegro | 1       |             |             |                    |                    |  |  |                    |                    |
|  | Russia              | 3       |             |             |                    |                    |  |  |                    |                    |
|  | Russia              | 3       | Russia      | 0           |                    |                    |  |  |                    |                    |
|  |                     |         | Russia      | 0           |                    |                    |  |  |                    |                    |
|  |                     | Italia  | 3           |             |                    |                    |  |  |                    |                    |
|  | Argentina           | Italia  | 3           | 1           |                    |                    |  |  |                    |                    |
|  | Argentina           |         |             | 1           |                    |                    |  |  |                    |                    |
|  | Italia              | 3       |             |             |                    |                    |  |  |                    |                    |
|  | Italia              | 3       | Italia      | 1           |                    |                    |  |  |                    |                    |
|  |                     |         | Italia      | 1           |                    |                    |  |  |                    |                    |
|  |                     | Brasile | 3           |             |                    |                    |  |  |                    |                    |
|  | Grecia              | Brasile | 3           | 2           |                    |                    |  |  |                    |                    |
|  | Grecia              |         |             | 2           |                    |                    |  |  |                    |                    |
|  | Stati Uniti         | 3       |             |             |                    |                    |  |  |                    |                    |
|  | Stati Uniti         | 3       | Stati Uniti | 0           | Finale 3º/4º posto | Finale 3º/4º posto |  |  |                    |                    |
|  |                     |         | Stati Uniti | 0           | Finale 3º/4º posto | Finale 3º/4º posto |  |  |                    |                    |
|  |                     | Brasile | 3           |             |                    |                    |  |  |                    |                    |
|  | Polonia             | Brasile | 3           | 0           | Russia             | 3                  |  |  |                    |                    |
|  | Polonia             |         |             | 0           | Russia             | 3                  |  |  |                    |                    |
|  | Brasile             | 3       |             | Stati Uniti | 0                  |                    |  |  |                    |                    |
|  | Brasile             | 3       |             |             | 0                  |                    |  |  |                    |                    |
|  |                     |         |             |             |                    |                    |  |  |                    |                    |
|  |                     |         |             |             |                    |                    |  |  |                    |                    |

## Podio

### Campione
Formazione: 3 Giovane Gávio, 4 André Heller, 6 Maurício Lima, 7 Gilberto de Godoy, 9 André Nascimento, 10 Sérgio dos Santos, 11 Anderson Rodrigues, 12 Nalbert Bitencourt, 13 Gustavo Endres, 14 Rodrigo Santana, 17 Ricardo Garcia, 18 Dante do Amaral, CT: Bernardo de Rezende

### Secondo posto
Formazione: 1 Luigi Mastrangelo, 5 Valerio Vermiglio, 6 Samuele Papi, 7 Andrea Sartoretti, 8 Alberto Cisolla, 11 Vencislav Simeonov, 12 Damiano Pippi, 13 Andrea Giani, 14 Alessandro Fei, 15 Paolo Tofoli, 17 Paolo Cozzi, 18 Matej Černič, CT: Gian Paolo Montali

### Terzo posto
Formazione: 1 Stanislav Dinejkin, 4 Sergej Baranov, 5 Pavel Abramov, 7 Aleksej Kazakov, 8 Sergej Tetjuchin, 9 Vadim Chamutckich, 10 Aleksandr Kosarev, 11 Konstantin Ušakov, 12 Taras Chtej, 14 Andrej Egorčev, 16 Aleksej Verbov, 18 Aleksej Kulešov, CT: Gennadij Šipulin

## Classifica finale
| Classifica | Squadre             |
| ---------- | ------------------- |
|            | Brasile             |
|            | Italia              |
|            | Russia              |
| 4          | Stati Uniti         |
| 5          | Argentina           |
| 5          | Grecia              |
| 5          | Polonia             |
| 5          | Serbia e Montenegro |
| 9          | Francia             |
| 9          | Paesi Bassi         |
| 11         | Australia           |
| 11         | Tunisia             |